# Cámara compacta avanzada

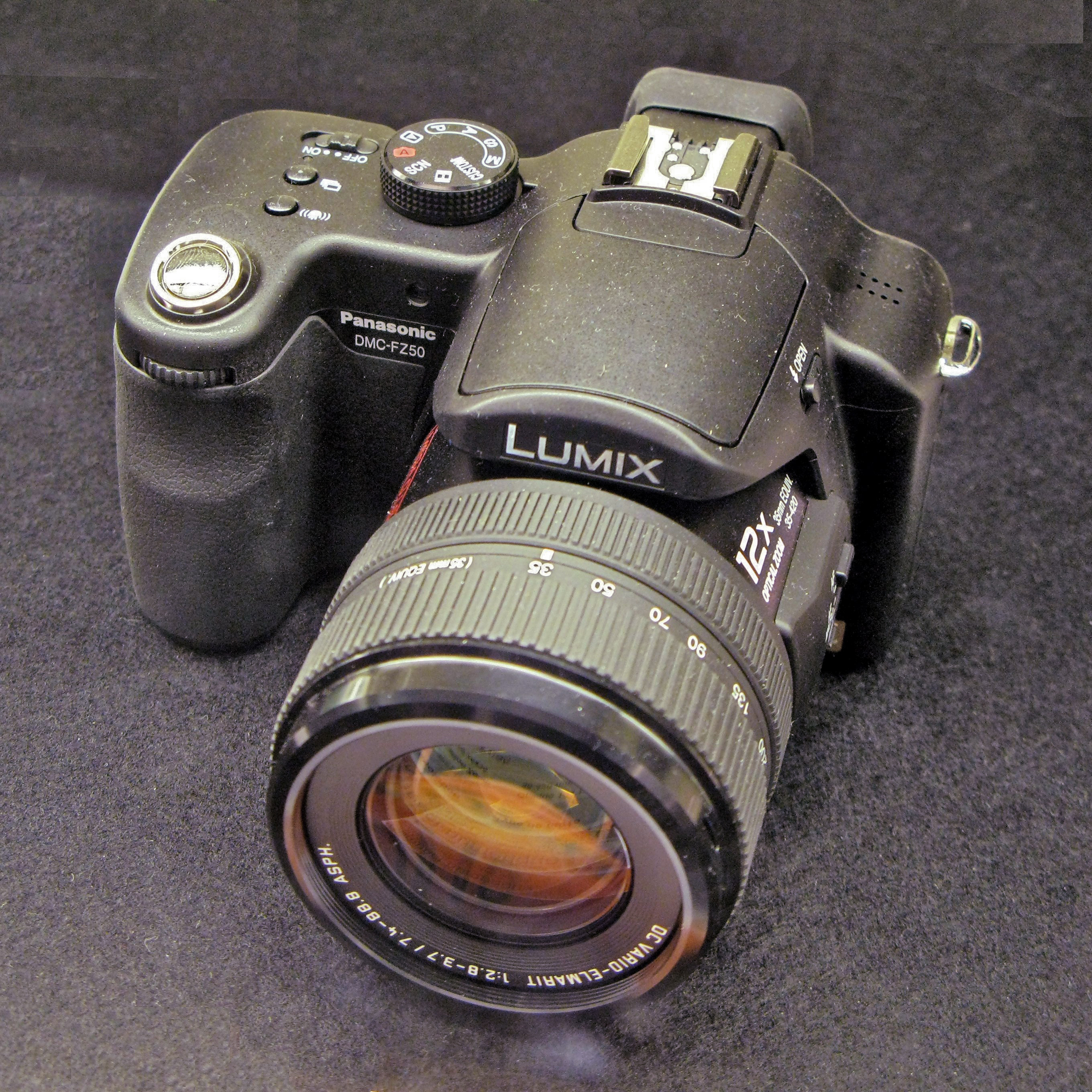
Una cámara bridge Panasonic Lumix DMC-FZ50.

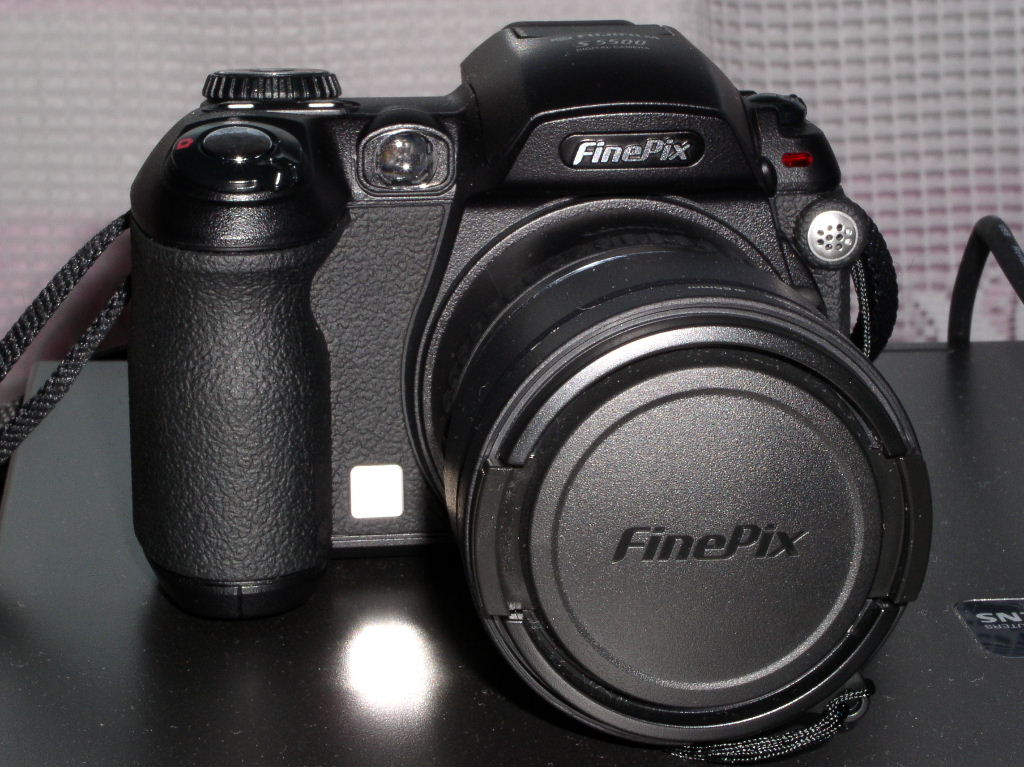
Una cámara bridge Fujifilm FinePix S5500.

Una cámara compacta avanzada, también conocida como cámara bridge —cámara puente—, cámara semiprofesional, cámara compacta de zoom largo o cámara súper zoom, es una cámara digital con funciones orientadas al aficionado avanzado, que permiten mayor control sobre la obtención de la imagen (modos manuales, control de formato RAW —en algunos modelos—), con un  objetivo de gran alcance y versátil, no intercambiable y, (generalmente) un visor electrónico.

## Terminología
Realmente nunca ha aparecido una denominación formal para este tipo de cámaras, por lo cual han surgido muchas designaciones para las mismas. Las más comunes son cámara compacta avanzada y cámara bridge, aunque en algunos segmentos (por ejemplo, en el comercio electrónico) también se les mencione con el apelativo de cámara semiprofesional, aunque esta designación se aplique más para las cámaras réflex que sirven como segundo cuerpo a una gama profesional de las mismas, por ejemplo la EOS 5D y EOS 7D para la serie 1D de Canon, o la D800 y D300s para las D3 y D4 de Nikon, entre otros fabricantes. El nombre "semiprofesional" se deriva de la designación comercial de las cámaras réflex como profesionales. El nombre bridge viene del inglés bridge camera, que en español significa "cámara puente", ya que se encuentran en un punto intermedio entre las "cámaras compactas" y "réflex digitales", categorías de equipos entre las que se encuentran en términos de rendimiento, tamaño y precio. Sin embargo, esta denominación ha empezado a quedar en desuso debido a la diversificación del segmento, ya que cada fabricante añade o elimina características, lo cual hace difícil clasificarlas con una sola denominación.

## Características técnicas
Este tipo de cámaras incorporan sensores más pequeños, que las distingue de las réflex digitales (equipadas con un sensor de formato APS-C o de 35mm —full frame—), lo cual las acerca más a las cámaras compactas, incluyendo el término de calidad fotográfica; la relación señal a ruido (SNR) es directamente proporcional al tamaño del sensor, lo cual las ubica en un segmento intermedio. Sin embargo —y como ventaja— el uso de sensores de tamaño reducido facilita el diseño de objetivos zum de alta luminosidad y gran capacidad de ampliación —hasta 30X (generalmente superior a 500mm en equivalente 35mm), pero llegando incluso a cifras como 65x, 83x e incluso 125x (este último 3000mm en equivalente 35mm)- dándole a estos aparatos una gran versatilidad para el fotógrafo aficionado en un formato relativamente compacto. A diferencia de los objetivos zum con controles manuales que generalmente utilizan las cámaras réflex, estos son manejados internamente de forma motorizada por la propia cámara, y muy pocos de ellos permiten el ajuste del factor de ampliación o el enfoque a través de un dispositivo mecánico.
El objetivo de este tipo de cámaras no puede quitarse ni intercambiarse. Algunas de ellas poseen un anillo de rosca al final del objetivo para acoplar filtros y lentes de acercamiento; sin embargo —debido a sus diámetros, poco convencionales— es difícil conseguir accesorios compatibles, y estos por lo general son vendidos por el mismo fabricante, por separado. Otros fabricantes, con la intención de mejorar o alterar sus capacidades ópticas, brindan la posibilidad de incorporar un anillo adaptador, sobre el cual es posible incorporar accesorios como filtros, lentes de acercamiento y accesorios que funcionan como teleconvertidores o como objetivos ultra granangulares, entre otros.
Fabricantes como Nikon y Panasonic han reducido su oferta de compactas avanzadas de gama alta, prefiriendo centrarse en gamas bajas de sus cámaras réflex dirigidas hacia el aficionado, con controles que facilitan el uso, ayudas integradas en los menús y mayor variedad de programas en sus modos automáticos. Además, en los últimos años ha aparecido una nueva categoría de cámaras digitales, intermedia entre las compactas de zum largo y las réflex: las cámaras sin espejo de objetivos intercambiables. Estas cámaras poseen un visor electrónico -carecen de espejo réflex-, un tamaño muy reducido, y a diferencia de sus hermanas del segmento inferior permiten el intercambio de objetivos; además, algunos fabricantes han incorporado un sensor de tamaño APS-C, permitiendo una relación señal a ruido mayor, lo cual influye directamente sobre una mejor calidad de imagen.

## Ejemplos de compactas avanzadas
- Canon: PowerShot S5 IS, SX1 IS, SX10 IS, SX20 IS, SX30 IS, SX40 HS, SX150 IS, SX50 HS, SX400 IS
- Casio: Exilim Pro EX-F1, EX-FH20
- Fujifilm: Fujifilm FinePix S9500, S6500fd, S5500, S5600, S8600, S100, S4000HD, HS10, HS20
- Kodak: EasyShare P880, P850, Z1012, Z1015, Z981, Z990
- Nikon: P80, Nikon P100, Nikon P500, Nikon P510, Nikon P520, Nikon P600, Nikon P900 y Nikon P1000
- Olympus: SP-570 UZ, SP-565 UZ, SP-590 UZ, SP-600 UZ, SP-800 UZ (Ultra Zum)
- Panasonic Lumix: DMC-FZ45/100, DMC-FZ50
- Rango de Panasonic Lumix: DMC-FZ: FZ7, 8, 9, FZ18, FZ28, FZ38 (cámaras "bridge" compactas), FZ FZ-20-30 FZ-50 (cámaras "bridge" semi-profesionales más grandes). Nota: las FZ FZ-30-50 llevan un zum manual con bayoneta por objetivo, como en las DSLR.
- Sony: Cyber-shot DSC-R1, DSC-H5, DSC-H50, DSC-HX1, DSC-HX100V, DSC-HX200V
- General Electric: GE Power Pro Series GE X5, GE X500, GE X400, GE G100, GE X550, GE X600
- Leica: Digilux 2
- Pentax: x5